# Засечное (Мокшанский район)
Засечное — село в Мокшанском районе Пензенской области, административный центр Засечного сельсовета. 

## Расположение
Расположено в 13 км на север от райцентра посёлка Мокшан.

## История
В отказной книге под 1688 г. – с. Архангельское, Саранская слобода тож. Основано около 1680 г. засечными сторожами, переведенными из Саранска, и казаками. В 1681 г. сюда из Саранска переведено 50 казаков и зачислены в засечные сторожа. В 1697–1698 гг. засечных сторожей перевели служить в Азов и в г. Петровск на р. Медведице. После их перевода остались пустыми 28 казачьих дворов и 50 дворов – засечных сторожей. Многие засечные сторожа стали основателями Сердобинской слободы (Сердобска). Упоминается в 1689 г. в связи с делом о беглой мордве Пензенского уезда. После ухода сторожей земля досталась боярину Петру Авраамовичу Лопухину и его жене Татьяне Петровне с детьми. В 1702 г. здесь 78 дворов, большинство крестьян из с. Сурулова Нижегородского уезда, с. Утки Арзамасского, с. Борисова и д. Юрьевой Муромского уездов. В августе 1717 г. выжжено во время «большого кубанского погрома». В 1747 г. – село Архангельское, Саранская слобода тож, помещиков: берг-прокурора Василия Ивановича Суворова (189 ревизских душ), лейб-гвардии Конного полка вице-вахмистра Алексея Ивановича Жемчужникова, крестьяне достались в качестве приданного за женой Настасьей Ивановной Лопухиной (138), прапорщика Андрея Никитича Хоненева (50), всего 377 ревизских душ. В 1782 г. село Архангельское, Саранская слобода тож, Александра Васильевича Суворова, Николая Алексеевича Ниротморцова, Петра Андреевича Хоненева да малолетней девицы  Анны Петровой дочери Марковой, 117 (или 112) дворов; всей дачи – 5165 десятин (вместо зачеркнутой цифры 3280), в том числе усадебной земли – 106, пашни – 2055, сенных покосов – 241, леса – 2628 (вместо зачеркнутой 846). Располагалось «по обе стороны разноназванной речки и ее четырех отвершков, разноназванного оврага, подле большой дороги из Мокшана в город Инсар; церковь Архистратига Михаила и два дома господских – деревянные… На речке Саранге, Рысьевка тож,  мучная мельница об одном поставе. Земля – чернозем, урожай хлеба хорош, а травы средствен; лес дровяной. Крестьяне на оброке и на пашне». В 1785 г. упоминается как часть имения Анны Петровны Марковой (137) и Ханеневых Андрея и Дмитрия Петровичей (335 ревизских душ вместе с крестьянами д. Ханеневки). Перед отменой крепостного права показано за Екатериной Ник. Толбузиной, 134 ревизских души крестьян, 1 ревизская душа – дворовый, 7 крестьян на дворовом положении, 49 тягол (барщина), у крестьян 30 дворов на 28 дес. усадебной земли (с огородами и конопляниками), 269 дес. пашни, у помещицы 784 дес. удобной земли, в том числе леса и кустарника 370 дес. В 1877 г. – в Сумароковской волости Мокшанского уезда Пензенской губернии, 145 дворов, каменная церковь во имя Покрова Пресвятой Богородицы (построена в 1863-69). В приходе деревни Воронцовка, Полянка, Маровка. В 1910 г. – село Засечное, Архангельское тож, Сумароковской волости Мокшанского уезда, три крестьянских общины, 156 дворов, церковь, церковноприходская школа, кредитное товарищество, мельница с нефтяным двигателем, 5 ветряных, кузница, лавка, в полуверсте – имение Голова, в 2-х верстах – Друцкого-Соколонского и Шереметьева; при селе хутор из семи дворов.
Деревянная церковь Архистратига Михаила была построена и освящена в 1767 (1757) г. тщанием помещика Николая Алексеевича Ниротморцева. В 1846 г. к сей церкви был рукоположен во священника после окончания ПДС Петр Петрович Алмазов, начавший строительство нового каменного храма. В 1854 г. на его место был назначен священник из с. Смольково Саранского уезда Афанасий Тихонович Аристидов, который в 1856 г. исправил деревянную церковь, строительство же каменного храма в 1857–1861 гг. из-за недостатка средств не проводилось. В 1863 г. у каменного храма была закончена настоящая во имя Покрова Пресвятой Богородицы, после чего служба в деревянной Архангельской церкви была прекращена. В 1867 г. окончена каменная трапезная, в 1870 г. в ней был вымощен пол, поставлены окна и устроен иконостас во имя Архангела Михаила. Работы велись на средства, собранные по сборным книгам. В 1871 г. церковь была освящена. 6 февраля 1880 г. был утвержден проект на постройку при церкви каменной колокольни, составленный мл. инж. строительного отделения Пруссаком. Сооружение колокольни было закончено в том же году. Это произошло при священнике Иоанне Николаевиче Скалигерове, рукоположенном к сей церкви в 1872 году.
С 1928 года село являлось центром сельсовета Мокшанского района Пензенского округа Средне-Волжской области (с 1939 года — в составе Пензенской области). В 1955 г. – центральная усадьба колхоза имени Кагановича. 

## Население
| 1710 | 1717 | 1782 | 1864 | 1877 | 1897 | 1910 |
| ---- | ---- | ---- | ---- | ---- | ---- | ---- |
| 190  | ↘148 | ↗852 | ↗921 | ↗926 | ↘829 | ↗933 |
| 1926 | 1930 | 1939 | 1959 | 1979 | 1989 | 1996 |
| ↘922 | ↘901 | ↘613 | ↘580 | ↘388 | ↗405 | ↗424 |
| 2002 | 2010 |      |      |      |      |      |
| ↘370 | ↘354 |      |      |      |      |      |

## Инфраструктура
В селе имеются начальная школа - детский сад, дом культуры, фельдшерско-акушерский пункт, отделение почтовой связи.

## Достопримечательности
В селе имеется недействующая Церковь Покрова Пресвятой Богородицы (1880).